# Весна Фабјан
Весна Фабјан (словен. Vesna Fabjan; Крањ, 13. март 1985) је словеначка репрезентативка у скијашком трчању. Три пута се такмичила на Олимпијским играма 2006, 2010. и 2014. Најбољи пласман остварила је на Олимпијским играма у Сочију 2014. када је освојила бронзану медаљу у дисциплини спринт појединачно што је уједно и друга медаља за Словенију на Олимпијским играма у овом спорту.
На Светском првенству 2011. заузела је 4. место у појединачном спринту слободним стилом, а 2013. са Катјом Вишнар је била шеста у тимском спринту.
У Светском купу је остварила две победе у поједниачном спринту на тркама у Русији.